# Gi Group
Gi Group è una multinazionale italiana che opera nel settore del mercato del lavoro con sede a Milano. È membro del World Employment Confederation (ex CIETT),, la confederazione mondiale delle agenzie di lavoro private.

## Storia
Fondata da Stefano Colli-Lanzi nel 1998 come Générale Industrielle (GI) sull'esperienza e le metodologie di lavoro di Générale Industrielle France. Nel 2004 acquisisce Worknet, l'agenzia di collocamento del Gruppo Fiat.  Un anno dopo entra nel settore di ricollocazione con DBM Italia che nel 2011 diventerà INTOO.  Grazie a queste acquisizioni, Gi diventa la prima agenzia di personale in Italia con un fatturato di 360 milioni di euro e 180 filiali sparse nel paese.
Nel 2007 le prime acquisizioni in Germania e Polonia, nel 2008 nasce ufficialmente Gi Group in seguito alla fusione tra Gi e Worknet con Gi e Worknet trasformati in marchi. Viene aperta anche un'altra sede a Roma, in via Nazionale. E prosegue l'internazionalizzazione del gruppo con acquisizioni in Cina, Francia, Brasile, Spagna e India. Nel 2009 l'espansione internazionale aumenta ulteriormente: Regno Unito, Argentina e in Romania dove la società rileva Barnett McCall. Il gruppo si trasforma in una multinazionale attiva nel campo della ricerca e selezione di personale, nella formazione, nell'outplacement, nell'executive search, nell'HR outsourcing.
Nel 2014 Gi Group comincia a concentrarsi sulla responsabilità sociale delle imprese. Quell'anno è pubblicato il primo rapporto CSR,  un paio di anni più tardi organizza la sua prima iniziativa CSR globale, "Destination Work", con l'obiettivo di aumentare le possibilità di occupazione attraverso workshop gratuiti tenuti dai dipendenti del gruppo.
Nel 2015 altra importante acquisizione: la società di outsourcing di processi aziendali Holomatica, con sede in Brasile. Nel 2016 viene rilevata TACK & TMI, una società globale di formazione e consulenza. Nel 2018 il gruppo si rafforza in Inghilterra e Irlanda acquisendo Marks Sattin. Alla fine dell'anno sono 98 le società controllate.